# José Toribio Medina

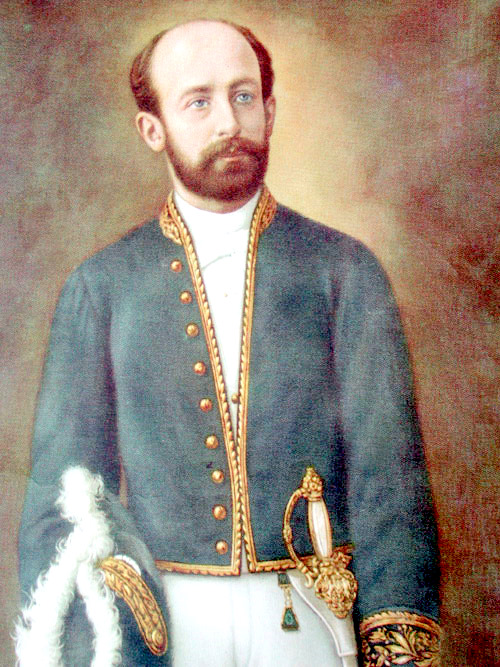
José Toribio Medina.

José Toribio Medina Zavala, född den 21 oktober 1852 i Santiago, död där den 11 december 1930, var en chilensk bibliograf.
Medina skrev en rad grundläggande bibliografier rörande litteraturen om det spanska Amerika, vidare om boktrycket i La-Plata-länderna (1892), de sydamerikanska medaljerna, med mera. Han utgav även Alonso de Ercillas verk i 5 band (1910-1918).